# Application Link Enabling
Application Link Enabling (ALE) ist eine Middleware-Technologie, die in SAP-Systemen, genauer in ABAP-Systemen wie SAP R/3 und dessen Nachfolger, verwendet wird. 
In einem Verteilmodell (bzw. Verteilungsmodell) wird festgelegt, welche Daten von welchem Sender-System an welches Empfänger-System mit welchem Nachrichtentyp geschickt werden sollen. Nachrichtentypen geben über ihre Struktur vor, welche Datensegmente mit ihnen übertragen werden können. Nachrichtentypen können erweitert, reduziert oder individuell angelegt werden.
Durch Filter, Feldumsetzungen (Customizing) oder eigene Programmbausteine (User-Exits) in der ALE-Verarbeitung lassen sich die Datenmenge und Inhalt beeinflussen, die in das IDoc (Intermediate Document = Zwischenbeleg) eines Nachrichtentyps geschrieben werden.
ALE ist nicht an ein bestimmtes SAP-Modul oder einen bestimmten Systemtyp gebunden. Es ist Bestandteil der SAP Integrationstechnologie und als solches ab SAP R/3 Version 3.0 bis hin zu den neuesten Produkten in die Basisfunktionalität bzw. im SAP Web AS ABAP integriert. Auch das von SAP strategisch positionierte Integrationsprodukt SAP NetWeaver Process Integration (früher SAP Exchange Infrastructure, Abk. XI) verwendet unter anderem ALE, um über den Idoc-Adapter mit SAP-Systemen zu kommunizieren.
Typische Anwendungsgebiete sind
- Elektronischer Datenaustausch / EDI.
- Replikation/Synchronisierung von Daten über verschiedene SAP-Systeme.
- Stammdaten-Verteilung (Englisch: master data). Große Unternehmen benutzen oft mehrere SAP-Systeme und wollen trotzdem eine zentrale Material-Master-Datenbank aufbauen.
- Zentrale Benutzerverwaltung (ZBV; Englisch: Central User Administration, CUA) im SAP-Standard.